# Johann Georg Hufnagel

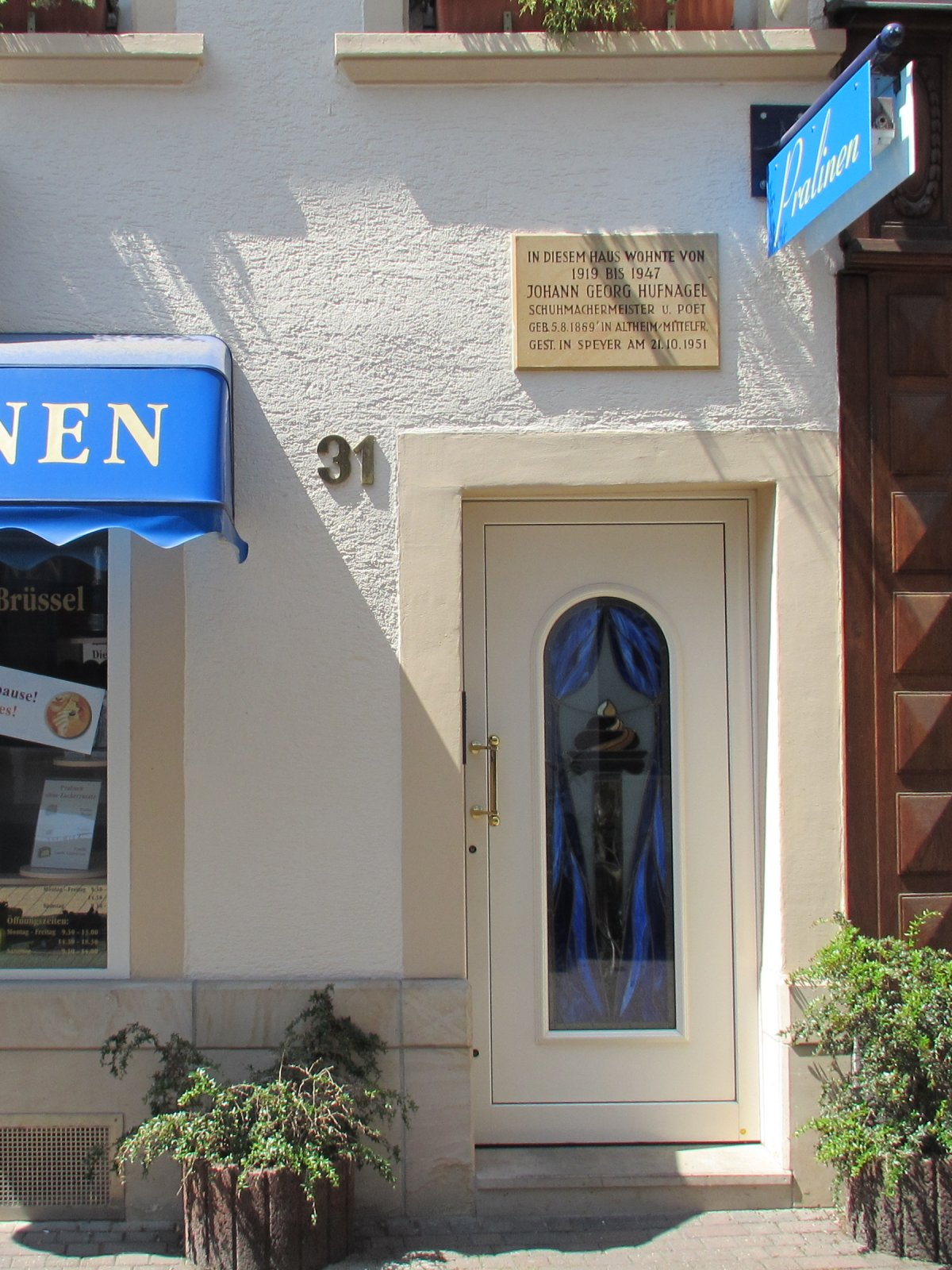
Gedenktafel auf dem Haus von Hufnagel in Speyer

Johann Georg Hufnagel (* 5. August 1869 in Altheim; † 21. Oktober 1951 in Speyer) war ein deutscher Heimatdichter.

## Leben
Der gelernte Schuhmacher lebte ab 1895 in Speyer. Er machte sich als Heimatdichter einen Namen auch über
die Region Speyer hinaus. Neben kleinen Gedichtbänden erschienen Gedichte und Essays regelmäßig unter der Rubrik Briefe aus der Pfalz in den Speyergau-Heimatblättern.
In Speyer gibt es einen Georg-Hufnagel-Weg.

## Werke
- Was ich nit vergessen hab : Erlebnisse aus meiner Kinderzeit,  Nimtz, Speyer a. Rh. 1914
- Unsere Jugend in großer Zeit 1914/15, Meininger, Neustadt a. d. Hdt. 1915
- Am Röhrenbrunnen, Geschichten für Jung und Alt, Jul. Kranzbühler & Cie, Speyer am Rhein 1923
- Hammerklänge, Gedichte, Jul. Kranzbühler & Cie, Speyer a. Rh. 1924
- Ringende Menschen : Erzählungen, Klambt, Speyer a. Rh. 1932
- Der Türmer und andere Erzählungen für kleine und große Kinder, Speyer a. Rh. 1944
- Hufnagel, Johann Georg. Der Weg eines Handwerkers. In: Gemeinde-Anzeiger für die Nord- u. Westpfalz, Band 24, 1961, Nr. 1–38 Autobiographie in Folgen